# Lanta (arrondissement)
Pour les articles homonymes, voir Lanta (homonymie).
Lanta est un arrondissement du département du Couffo au Bénin.

## Géographie
Lanta est une division administrative sous la juridiction de la commune de Klouékanmè,.

## Démographie
Selon le recensement de la population effectué par l'Institut National de la Statistique Bénin en 2013, Lanta compte 14 686 habitants pour une population masculine de 6 724 contre 7 962 de femmes pour un ménage de 2 647.